# Wallington (Nueva Jersey)
Wallington es un borough ubicado en el condado de Bergen en el estado estadounidense de Nueva Jersey. En el año 2010 tenía una población de 11.335 habitantes y una densidad poblacional de 4.198,15 personas por km².

## Geografía
Wallington se encuentra ubicado en las coordenadas 40°51′11″N 74°6′23″O / 40.85306, -74.10639.

## Demografía
Según la Oficina del Censo en 2000 los ingresos medios por hogar en la localidad eran de $45,656 y los ingresos medios por familia eran $55,291. Los hombres tenían unos ingresos medios de $40,077 frente a los $30,503 para las mujeres. La renta per cápita para la localidad era de $24,431. Alrededor del 6.3% de la población estaba por debajo del umbral de pobreza.